# Décennie 1360 en littérature
| Années de la littérature : 1357 - 1358 - 1359 - 1360 - 1361 - 1362 - 1363    |
| Décennies de la littérature : 1330 - 1340 - 1350 - 1360 - 1370 - 1380 - 1390 |

## Événements
- 1361 : Jean Froissart se rend en Angleterre où il est nommé secrétaire de la reine Philippa de Hainaut, épouse du roi Édouard III. Il visite l’Écosse en 1365.
- 1362-1363 : Boccace, qui s'est rendu à Naples, sur l’invitation d’un ami, le sénéchal Niccolò Acciaiuoli, qui lui promet la protection de Jeanne Ire de Naples, doit constater l'échec de cette démarche[1].
- 1365 : Boccace est ambassadeur auprès du pape Urbain V[2].
- 1366 : le poète anglais Geoffrey Chaucer part en mission diplomatique en France et en Espagne[3].

## Œuvres
- 1360 : Paolo da Certaldo (it), Livre des bonnes mœurs[4].
- 1365 : poème épique du Nagarakertagama, écrit par Prapanca, dans le royaume de Majapahit dans l'est de Java en Indonésie[5].
- 1369 : Geoffrey Chaucer, Livre de la duchesse, élégie à la mémoire de Blanche de Lancastre.

## Naissances
- 1360 : Gasparin de Bergame, grammairien et enseignant italien (mort en 1431).